# Lago Akan
Il lago Akan (阿寒湖?, Akan-ko) è un lago situato nella sottoprefettura di Kushiro dell'isola di Hokkaidō, in Giappone. Si trova all'interno del parco nazionale di Akan e costituisce uno dei siti Ramsar del Giappone.

## Storia

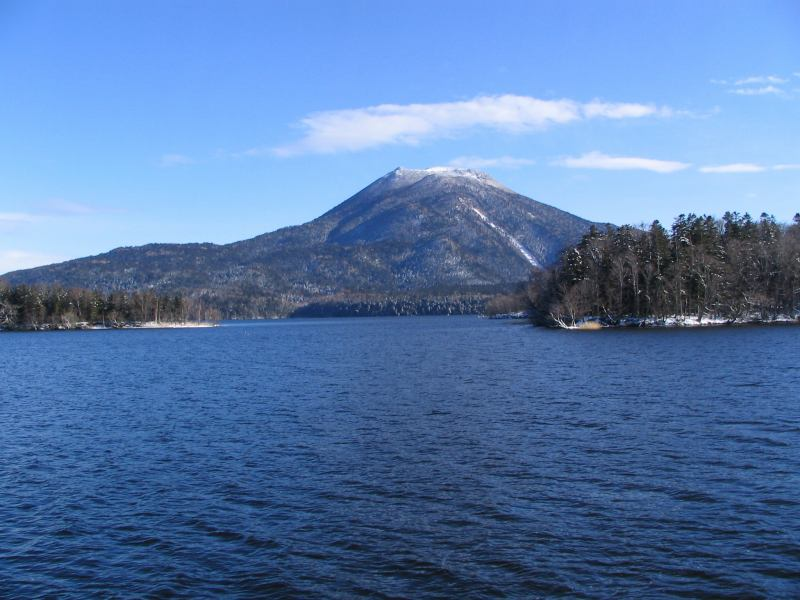
Il lago Akan agli inizi dell'inverno.

L'attività vulcanica creò il lago circa 6000 anni fa, in seguito alla formazione di uno sbarramento. Negli anni trenta il lago aveva una trasparenza di 8–9 m, ma l'inquinamento provocato dalle stazioni termali lungo le sue sponde ha ridotto questa trasparenza a 3 o 4 m.

## Flora e fauna
Il lago è noto per le sue marimo (Aegagropila linnaei), alghe che si aggregano in forme sferiche di 2–15 cm di diametro. Tra le altre forme vegetali qui presenti vi sono anche la cannuccia di palude, alcune specie del genere Nuphar, la brasca increspata, l'Hydrilla verticillata, il Myriophyllum verticillatum, la Vallisneria gigantea, la Melosira italica, l'Asterionella formosa e alcune specie del genere Synedra.
Tra i pesci del lago, oltre al salmone rosso (Oncorhynchus nerka), troviamo anche la carpa comune, alcune specie del genere Carassius, l'Hypomesus olidus e il Tribolodon hakonensis; lo zooplancton è rappresentato da Daphnia longiremis, Bosmina coregoni ed Eurytemora affinis, gli insetti da Chironomus plumosus e i vermi da varie specie della famiglia Tubificidae.